# Cristina la Admirable
Cristina la Admirable  (Bélgica, 1150 - 24 de julio de 1224 Holanda), también conocida como Cristina Admirable, o  Cristina la asombrosa. Fue una santa cristiana nacida en Brustem (cerca de Sint-Truiden ), Bélgica.
Fue considerada una santa en su propio tiempo, y durante siglos después de su muerte, como lo indica su aparición en el Calendario Fasti Mariani de los Santos de 1630,  y Butler's Lives of the Saints - Concise Edition , publicado en el siglo XVIII.
Su notoriedad comenzó cuando tenía 21 años. A punto de ser enterrada y ya en la iglesia descansando en un féretro abierto, según la costumbre de la época, durante el Agnus Dei de su misa fúnebre se levantó, asombrando a toda la ciudad de Sint-Truiden, que había sido testigo de esta maravilla. 
Cristina la admirable murió a la edad de setenta y cuatro años. Christina recibe atención  por las extrañas descripciones de sus milagros tanto como por su fe. Su día conmemorativo es el 24 de julio.

## Vida
Cristina nació en una familia religiosa, la menor de tres hijas.  Después de quedar huérfana a los quince años, trabajó llevando los rebaños a pastar.  Sufrió una convulsión masiva cuando tenía poco más de 20 años. Su estado era tan grave que los testigos asumieron que había muerto. Se celebró un funeral, pero durante el servicio, "se levantó llena de vigor, aturdiendo de asombro a toda la ciudad de Sint-Truiden, que había sido testigo de esta maravilla. Levitó hasta las vigas, explicando más tarde que no podía soportar el olor de la gente pecadora allí ". 

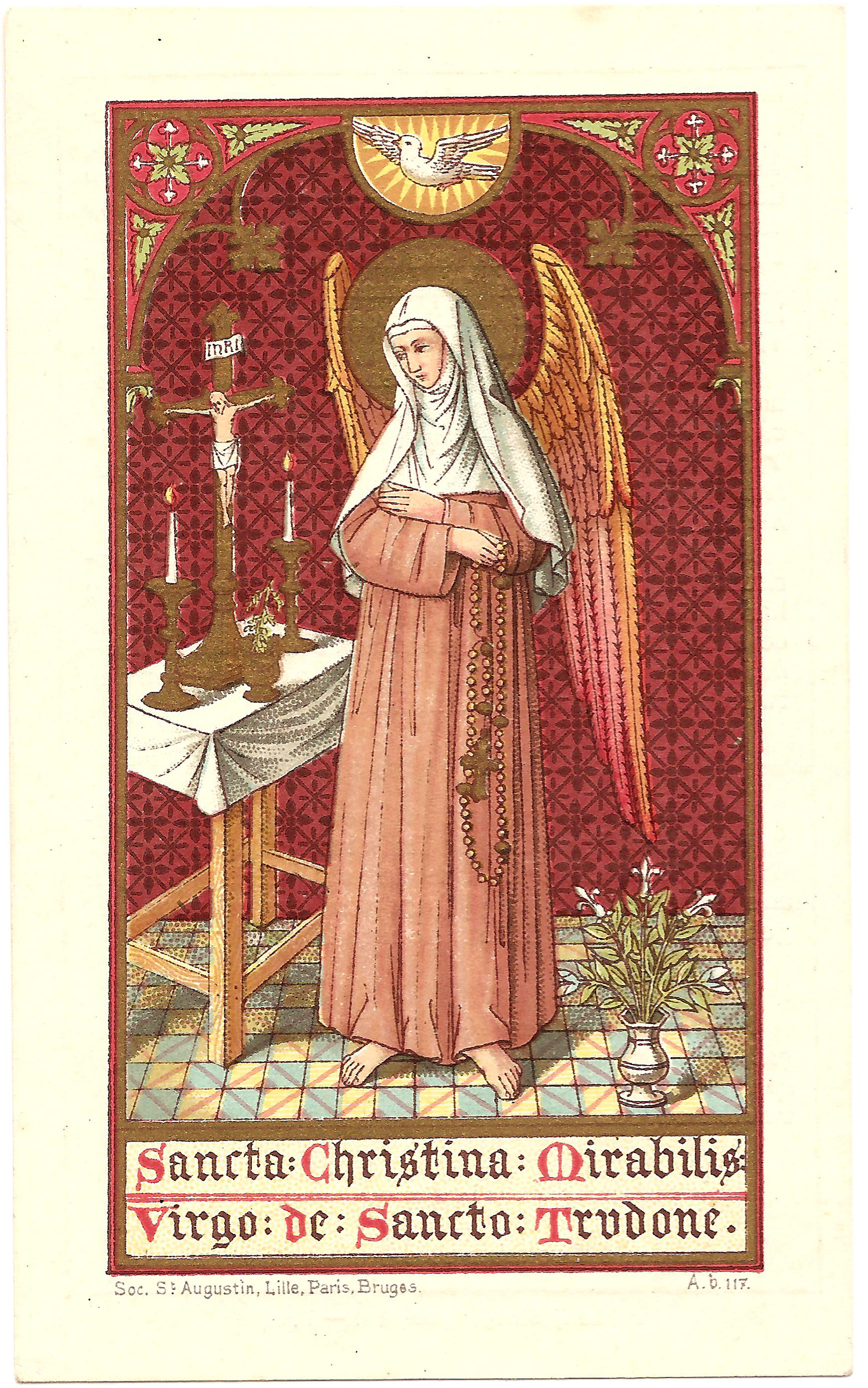
Santa Cristina la Asombrosa (Mirabilis) frente de estampa de oración de 1892 confirmando por el obispo Víctor-Josefo que sus reliquias fueron cuidadas por los Redentoristas - (Congregación del Santísimo Redentor) y que su fiesta santa es el 24 de julio.

Ella relató que había presenciado el cielo, el infierno y el purgatorio. Dijo que tan pronto como su alma fue separada de su cuerpo, los ángeles la condujeron a un lugar muy lúgubre, completamente lleno de almas cuyos tormentos soportaron allí, eran tales que les era imposible describir. 
Afirmó que se le había ofrecido la opción de permanecer en el cielo o regresar a la tierra para realizar penitencia para liberar a las almas de las llamas del Purgatorio. Christina accedió a volver a la vida y se levantó en ese mismo momento. Les dijo a los que la rodeaban que regresaba con el único propósito de aliviar a los difuntos y convertir a los pecadores. Christina renunció a todas las comodidades de la vida, se redujo a la indigencia extrema, se vistió con harapos y vivió sin hogar, y no contenta con las privaciones, buscó ansiosamente todo lo que pudiera causarle sufrimiento. 
Al principio, huyó del contacto humano; y fue sospechada de estar poseída,  esto hizo que fuera encarcelada. Tras su liberación, tomó la práctica de la penitencia extrema. 
Tomás de Cantimpré, entonces un canónigo regular que era profesor de teología, escribió un informe ocho años después de su muerte, basado en relatos de quienes la conocieron. El cardenal Jacques de Vitry, que se reunió con ella, dijo que ella se arrojaría a los hornos en llamas y allí sufrió grandes torturas durante mucho tiempo, profiriendo gritos espantosos, pero sin señales de quemaduras sobre ella. 
En invierno se zambullía en el río Mosa helado durante horas e incluso días y semanas a la vez, todo el tiempo orando a Dios e implorando la misericordia de Dios. A veces se dejaba llevar por las corrientes río abajo hasta un molino donde la rueda "la hacía girar de una manera espantosa de contemplar", pero nunca sufrió dislocaciones ni fracturas de huesos. Fue perseguida por perros que la mordieron.
Cristina la Asombrosa que aparece en el calendario de santos Fasti Mariani de 1630 con su conmemoración que es celebrada 24 de julio reverso de la tarjeta
Después de ser encarcelada por segunda vez, moderó un poco su enfoque al ser liberada.  Cristina murió en el monasterio dominico de Santa Catalina en Sint-Truiden, de causas naturales, a los 74 años.

La priora allí testificó más tarde que, a pesar de su comportamiento, Cristina obedecería humilde y plenamente cualquier orden que le diera la priora.

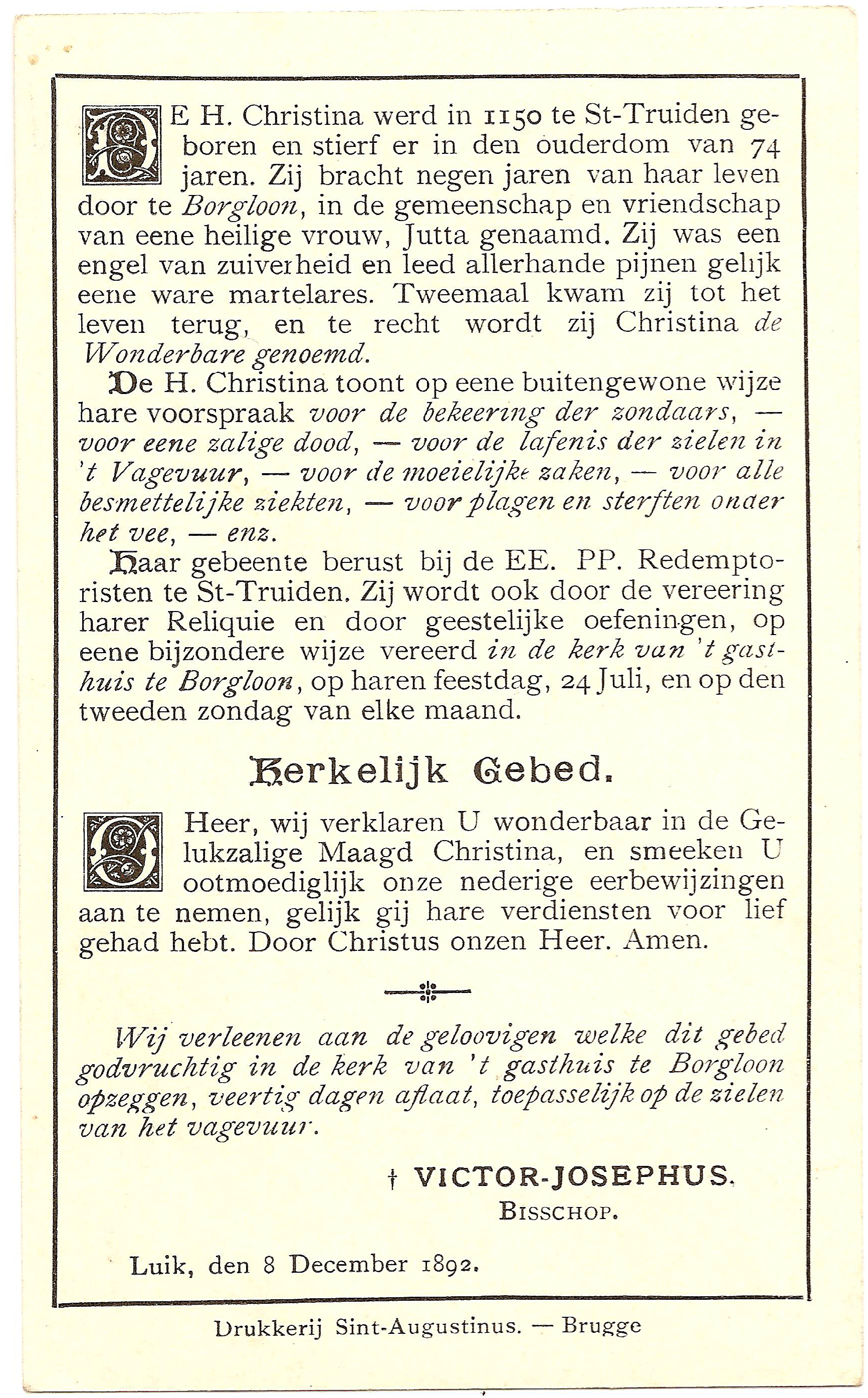
Santa Cristina la Asombrosa (Mirabilis) reverso de estampa de 1892.

"Tenemos", dice San Roberto Belarmino:  "Motivo para creer en su testimonio, ya que tiene como garantía a otro autor, James de Vitry, obispo y cardenal, y porque relata lo sucedido en su propio tiempo, e incluso en la provincia donde vivió. Además, los sufrimientos de esta admirable virgen no se escondían. Todos podían ver que estaba en medio de las llamas sin consumirse, y cubierta de heridas, cuyo rastro desapareció pocos momentos después. Pero más que esto fue la maravillosa vida que llevó durante cuarenta años. Dos años después de que ella fue levantada de entre los muertos, Dios mostrando claramente que las maravillas obraron en ella por virtud de lo alto.Las sorprendentes conversiones que ella efectuó, y los evidentes milagros que ocurrieron después de su muerte, demostraron claramente el dedo de Dios, y la verdad de lo que, después de su resurrección,ella había revelado con respecto a la otra vida ". 
Así, argumenta Belarmino: "Dios quiso silenciar a esos libertinos que hacen abierta profesión de no creer en nada, y que tienen la audacia de preguntar con desprecio: ¿Quién ha regresado del otro mundo? ¿Quién ha visto los tormentos del Infierno o del Purgatorio? He aquí dos testigos. Nos aseguran que los han visto y que son espantosos. ¿Qué sigue, entonces, si no que el incrédulo es imperdonable, y que los que creen y sin embargo descuidan hacer penitencia son aún más condenados?.

## Patrocinio
Pese a no haber sido canonizada formalmente, principalmente por haber muerto en un época donde los procesos de canonización apenas se estaban formando, Cristina ha sido reconocida como santa desde el siglo XII. Tradicionalmente se considera su caso como uno de los últimos ejemplos de "canonización inmemorial". Fue colocada en el calendario de los santos por al menos dos obispos de la Iglesia Católica en dos siglos diferentes (17 y 19) que también reconocieron su vida en una orden religiosa y la preservación de sus reliquias. La Iglesia Católica permite y reconoce la veneración de los santos sostenida por los laicos; La canonización se entiende como una reafirmación de los ejemplos más notables de la vida cristiana mencionados en el Catecismo de la Iglesia Católica, y Santa Cristina la Asombrosa, que tiene el reconocimiento de la Iglesia primitiva, se debe a su título de Santa según lo declarado por el Magisterio de la Iglesia y Sagrada Tradición. 
La veneración de Cristina la Asombrosa nunca ha sido aprobada formalmente por la Iglesia Católica, pero sigue habiendo una gran devoción por ella en su región natal de Limburgo . Tradicionalmente, le rezan a Christina para pedir su intercesión por los molineros, los que padecen enfermedades mentales y los trabajadores de la salud mental.